# Setzu
Setzu település Olaszországban, Szardínia régióban, Medio Campidano megyében. Lakosainak száma 131 fő (2023. január 1.). Setzu Genuri, Gesturi, Genoni, Tuili és Turri községekkel határos.

## Népesség
A település lakossága az elmúlt években az alábbi módon változott:
| Lakosok száma | 149  | 145  | 131  |
|               | 2017 | 2018 | 2023 |